# Креснешень (Румунія)
Креснешень, Креснешені (рум. Crăsnășeni) — село у повіті Васлуй в Румунії. Входить до складу комуни Тетерень.
Село розташоване на відстані 287 км на північний схід від Бухареста, 17 км на схід від Васлуя, 60 км на південний схід від Ясс, 138 км на північ від Галаца.

## Населення
За даними перепису населення 2002 року у селі проживали 184 особи, усі — румуни. Усі жителі села рідною мовою назвали румунську.